# Кьенан (аэродром)
Кьенан (вьет. Sân bay Kiến An, ИКАО: VV03) — военный аэродром в северном Вьетнаме. Длина единственной взлётно-посадочной полосы, имеющей бетонное покрытие, составляет 2400 метров. Расположен в районе Кьенан, Хайфон, в 10 километрах к западу от аэропорта Хайфон Катби.

## История

### Первая Индокитайская война
Аэродром был построен во времена французского колониального периода. Он строился в течение 2 лет с использованием большого количества щебня для строительства фундаментов на болотистой местности. Первый французский самолет, приземлившийся на аэродроме, вероятно, потерпел аварию при посадке, и Франция отказались от проекта.

### Война во Вьетнаме

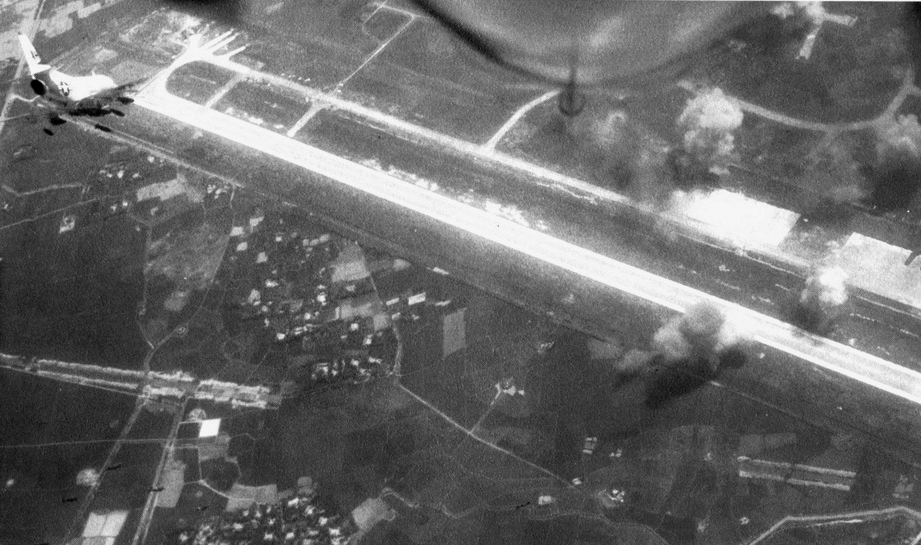
Douglas A-4 Skyhawk ВМС США атакуют авиабазу Кьенан (октябрь 1967)

Аэродром был введён в эксплуатацию военно-воздушными силами Вьетнама. 14 апреля 1966 года военно-воздушные силы Вьетнама перебросили в Кьенан самолеты МиГ-15, МиГ-17 и МиГ-21, 17 апреля эти самолёты вступили в бой.
Из-за своей близости к Хайфону база находилась в запретной зоне, которую было запрещено атаковать силами США. Это позволяло армии Вьетнама действовать здесь без угрозы атаки с воздуха. Запретная зона вокруг Хайфона прекратила существование в марте 1967 года, и первая воздушная атака США на базу произошла 23 апреля 1967 года.
19 ноября 1967 года четыре МиГ-17 сил Вьетнама перехватили ударные силы ВМС США недалеко от базы, сбив 2 F-4B Phantom II.
26 августа 1972 года во время операции «Linebacker II» самолёты ВМС США разбомбили базу. В декабре 1972 года база неоднократно подвергалась ударам авиации ВМС США, причинившим ей значительный ущерб. 21 декабря 1972 года силы ПВО на базе сбили самолёт Grumman A-6 Intruder, совершивший ночную атаку на базу, оба члена экипажа погибли.